# Sundalema acicularis
Espèce
Synonymes
- Telema acicularis Wang & Li, 2010

Sundalema acicularis est une espèce d'araignées aranéomorphes de la famille des Telemidae.

## Distribution
Cette espèce est endémique de la province de Prachuap Khiri Khan en Thaïlande,. Elle se rencontre à Hua Hin dans la grotte Tham Kaew dans le parc national de Khao Sam Roi Yot.

## Description
Le mâle holotype mesure 0,98 mm et la femelle paratype 1,24 mm.

## Systématique et taxinomie
Cette espèce a été décrite sous le protonyme Telema acicularis par Wang et Li en 2010. Elle est placée dans le genre Sundalema par Zhao, Li et Zhang en 2020.

## Publication originale
- Wang & Li, 2010 :  Four new species of the spider genus Telema (Araneae, Telemidae) from southeast Asia. Zootaxa, no 2719, p. 1-20.